# 張伯倫 (明尼蘇達州)
張伯倫（英語：Chamberlain）是位於美國明尼蘇達州哈伯德縣懷特奧克鎮區的一個非建制地區。

## 地理
張伯倫所處的海拔為高於海平面448米（即1470英呎），而該地所採用的時區為UTC-6，即北美中部時區（CST）。同時該地設有夏令時間，為UTC-6調快一小時，即UTC-5（CDT）。